# Col·leccionisme de sobres de sucre

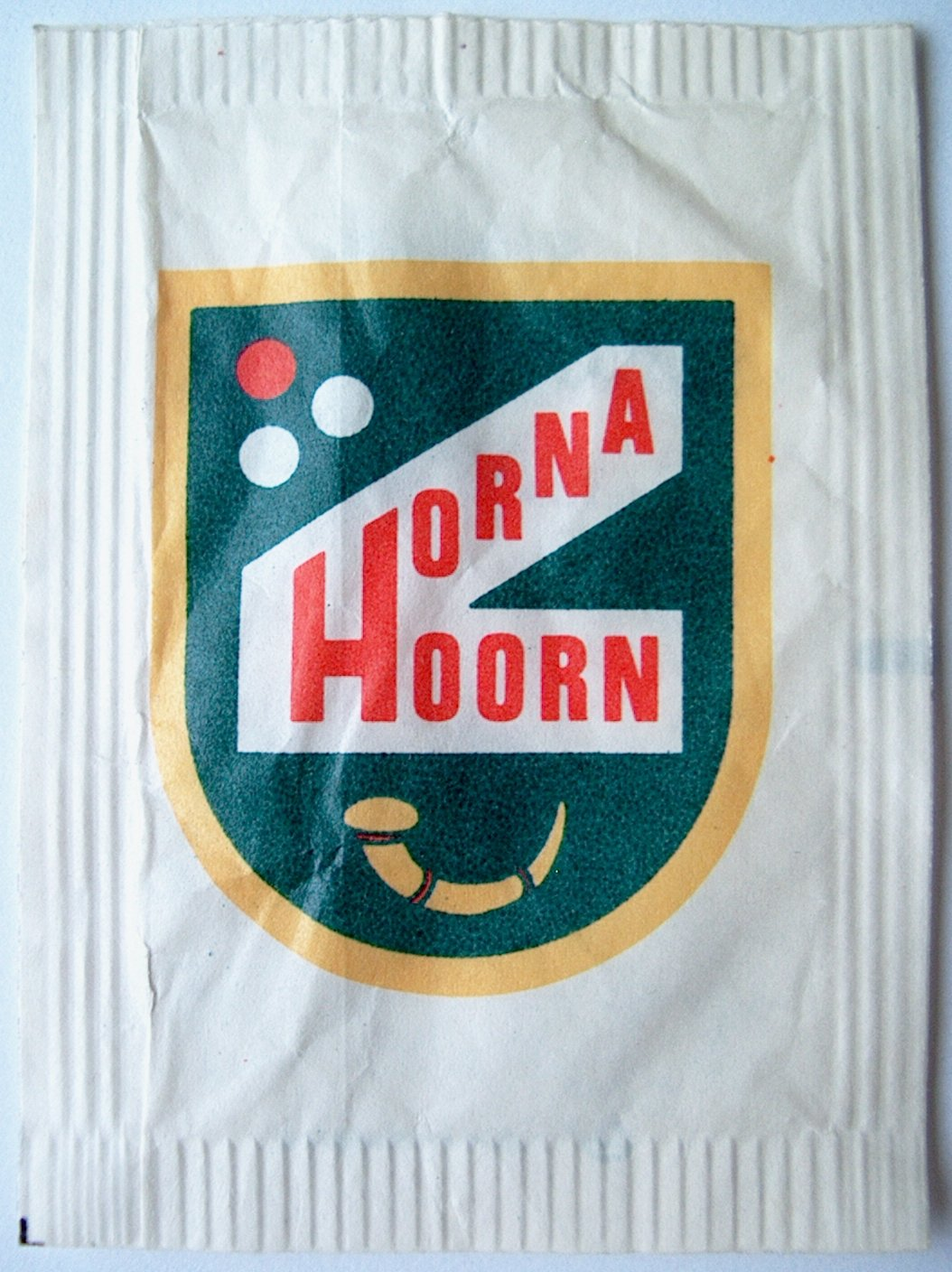
Sobre de sucre holandès

La glucofília és l'art del col·leccionisme de sobres de sucre. A vegades, hi ha associacions que utilitzen noms comercials registrats per identificar-se, és el cas de l'associació catalana, que es denomina associació de glucosbalaitonfília, la qual ha popularitzat aquest nom en la regió per a aquest tipus de col·leccionisme. Existeixen associacions regionals i nacionals que aglutinen a alguns dels col·leccionistes. Això no obstant, es tracta normalment d'un tipus de col·leccionisme informal, habitual pel seu baix cost. No existeixen xifres oficials del nombre de glucosbalaitonfilistes fora de les mateixes associacions. Glucosbalaitonfília és un nom registrat per Jaume Dagés i Perez, col·leccionista, soci fundador i primer president de l'Associació Catalana de Glucosbalaitonfília.